# Merlin Röhl
Merlin Röhl (Potsdam, 5 luglio 2002) è un calciatore tedesco, centrocampista del Friburgo.

## Caratteristiche tecniche
È un centrocampista ma ha giocato anche da terzino sinistro. È ambidestro e noto per la sua agilita.

## Biografia
È nato e cresciuto a Potsdam.

## Carriera

### Club
Ha iniziato la sua carriera al Babelsberg e si è trasferito all'Ingolstadt 04 nel 2018 dopo aver fatto un periodo di prova al club. Ha firmato un contratto professionistico con il club nel gennaio 2020.
Ha debuttato il 25 novembre 2020 partendo titolare nella vittoria per 3-1 contro il Bayern Monaco II in 3. Liga. Ha segnato il suo primo gol professionistico il 16 dicembre 2020 al 37º minuto della vittoria per 1-0 contro l'Hansa Rostock.
Il 17 agosto 2022 ha firmato con il Friburgo in Bundesliga.

### Nazionale
Ha giocato nelle nazionali giovanili tedesche Under-18, Under-19, Under-20 ed Under-21.

## Statistiche

### Presenze e reti nei club
Statistiche aggiornate al 2 ottobre 2023.
| Stagione        | Squadra         | Campionato      | Campionato | Campionato | Coppe nazionali | Coppe nazionali | Coppe nazionali | Coppe continentali | Coppe continentali | Coppe continentali | Altre coppe | Altre coppe | Altre coppe | Totale | Totale | Totale |
| Stagione        | Squadra         | Comp            | Pres       | Reti       | Comp            | Pres            | Reti            | Comp               | Pres               | Reti               | Comp        | Pres        | Reti        | Pres   | Reti   |        |
| --------------- | --------------- | --------------- | ---------- | ---------- | --------------- | --------------- | --------------- | ------------------ | ------------------ | ------------------ | ----------- | ----------- | ----------- | ------ | ------ | ------ |
| 2020-2021       | Ingolstadt 04   | 3L              | 16+2       | 1          | CG              | 0               | 0               |                    | -                  | -                  |             | -           | -           | 18     | 1      |        |
| 2021-2022       | Ingolstadt 04   | 2B              | 26         | 1          | CG              | 2               | 0               |                    | -                  | -                  |             | -           | -           | 28     | 1      |        |
| ago. 2022       | Ingolstadt 04   | 3L              | 4          | 2          | CG              | 1               | 0               |                    | -                  | -                  |             | -           | -           | 5      | 2      |        |
| 2022-2023       | Friburgo II     | 3L              | 12         | 0          |                 | -               | -               |                    | -                  | -                  |             | -           | -           | 12     | 0      |        |
| 2022-2023       | Friburgo        | BL              | 3          | 0          | CG              | 0               | 0               | UEL                | 0                  | 0                  |             | -           | -           | 3      | 0      |        |
| 2023-2024       | Friburgo        | BL              | 4          | 0          | CG              | 1               | 0               | UEL                | 0                  | 0                  |             | -           | -           | 4      | 0      |        |
| Totale carriera | Totale carriera | Totale carriera | 70         | 4          |                 | 4               | 0               |                    | 0                  | 0                  |             | -           | -           | 74     | 4      |        |